# Turistická značená trasa 1836
 Turistická značená trasa 1836 je 5 km dlouhá modře značená a v závěru okružní trasa Klubu českých turistů v okrese Náchod spojující Českou Metuji s Ostašem. Její převažující směr je severovýchodní. Trasa se nachází na území CHKO Broumovsko.

## Průběh trasy
Turistická trasa 1836 má svůj počátek na nádraží v České Metuji bez návaznosti na další turistické trasy. Nejprve přechází železniční trať Týniště nad Orlicí - Meziměstí a poté po lesních cestách a pěšinách stoupá jihozápadním úbočím Ostaše. Na hranici stejnojmenné přírodní rezervace stoupat přestává a pokračuje přibližně po v ní k prameni Samaritánka. Od něj mírně klesá východním směrem do osady Ostaš, kde vede v krátkém souběhu se zeleně značenou trasou 4220 přicházející z Police nad Metují a pokračující do Kočičích skal. Souběh končí na hlavním turistickém rozcestí v osadě, kudy též prochází červeně značená trasa 0410 spojující Broumovské stěny s Adršpašskými skalami. Trasa 1836 stoupá do vrcholových partií Ostaše, ve kterých tvoří jednosměrně proti směru hodinových ručiček značený 2,5 km dlouhý okruh propojující skalní bludiště, skalní vyhlídky a vrchol.

## Historie
Turistická trasa 1836 dříve nevedla z České Metuje, ale z železniční zastávky ve Žďáru nad Metují a to v trase dnešní zeleně značené cyklistické trasy 4003. Ke studánce Samaritánka z ní byla zřízena odbočka.

## Turistické zajímavosti na trase
- Pramen Samaritánka
- Husitská lípa na Ostaši
- Kaple svatého kříže na Ostaši
- Přírodní rezervace Ostaš
- Skalní bludiště
- Krtičkova vyhlídka
- Frýdlantská vyhlídka